# Ferulago platycarpa
Ferulago platycarpa är en flockblommig växtart som beskrevs av Pierre Edmond Boissier och Benedict Balansa. Ferulago platycarpa ingår i släktet Ferulago och familjen flockblommiga växter. Inga underarter finns listade i Catalogue of Life.